# Rino Burić
Rino Burić (Split, 5. travnja 1997.) hrvatski je vaterpolist.
Rodio se u Splitu 5. travnja 1997. godine. Njegov otac je Danijel Burić, bivši vaterpolist te trenutni trener VK Mornar Split, a Rino Burić je započeo vaterpolsku karijeru u tom klubu, na poziciji braniča. Prešao je u VK Jadran Split u kojem je igrao četiri godine i s kojim je osvojio naslov prvaka Hrvatske u sezoni 2022./23. To je bio prvi naslov prvaka Hrvatske za VK Jadran Split. Od ljeta 2023. igrač je VK Jug AO Dubrovnik.
Osvojio je prestižnu titulu Hrvatskoga vaterpolista godine na tradicionalnom 36. izboru Večernjeg lista u prosincu 2023. godine.
Osvojio je srebro s Hrvatskom juniorskom vaterpolskom reprezentacijom na Svjetskom prvenstvu u Srbiji 2017. godine. Prvi put pozvan je u Hrvatsku seniorsku vaterpolsku reprezentaciju također 2017. godine. Dobio je mononukleozu, pa je dosta pauzirao, da bi ga trener Ivica Tucak ponovo zvao za prijateljsku utakmicu protiv Španjolske u Sisku, krajem te iste godine. Na Svjetskom prvenstvu u Mađarskoj 2022. kažnjen je s tri utakmice neigranja, jer je šakom u tijelo udario japanskog reprezentativca u utakmici u kojoj je Hrvatska slavila 21-13.
S reprezentacijom je osvojio naslov prvaka Europe na Europskom prvenstvu u Splitu 2022. godine.